# 1474
1474 (MCDLXXIV) a fost un an comun al calendarului iulian, care a început într-o zi de sâmbătă.

## Nașteri
- 8 septembrie: Ludovico Ariosto, poet renascentist italian (d. 1533)

## Decese
- 11 decembrie: Henric al IV-lea al Castiliei, 49 ani (n. 1425)